# Camponotus septentrionalis
Camponotus septentrionalis är en myrart som först beskrevs av Buckley 1866.  Camponotus septentrionalis ingår i släktet hästmyror, och familjen myror. Inga underarter finns listade.